# Villafranca Piemonte
Villafranca Piemonte ( piemonti nyelven Vilafranca vagy La Vila ) egy olasz község a Piemont régióban, Torino megyében.

## Fekvése

Villafranca Piemonte község Torino megye térképén

Villafranca Piemonte Torinótól délnyugatra 50 km-re fekszik Torino és Cuneo megyék határán. A vele szomszédos községek:Barge (Cuneo megye), Cardè (Cuneo megye), Cavour, Faule (Cuneo megye), Moretta (Cuneo megye), Pancalieri és Vigone. Folyói a Pellice, a Chisone és a Pó.

## Testvérvárosok
- Belhomert-Guéhouville, Franciaország
- El Trébol, Argentína
- Saint-Maurice-Saint-Germain, Franciaország

## Fordítás
- Ez a szócikk részben vagy egészben  a   Villafranca Piemonte című olasz Wikipédia-szócikk fordításán alapul.  Az eredeti cikk szerkesztőit annak laptörténete sorolja fel. Ez a jelzés csupán a megfogalmazás eredetét és a szerzői jogokat jelzi, nem szolgál a cikkben szereplő információk forrásmegjelöléseként.